# 水戶藩
水戶藩（日语：／ Mito han */?）是日本江戶時代一個藩，位於常陸國（今茨城縣中部及北部），藩廳是水戶城。藩主是水戶德川家，與尾張藩及紀州藩並列為德川御三家，石高35萬石，位居全國第十一。

## 藩史

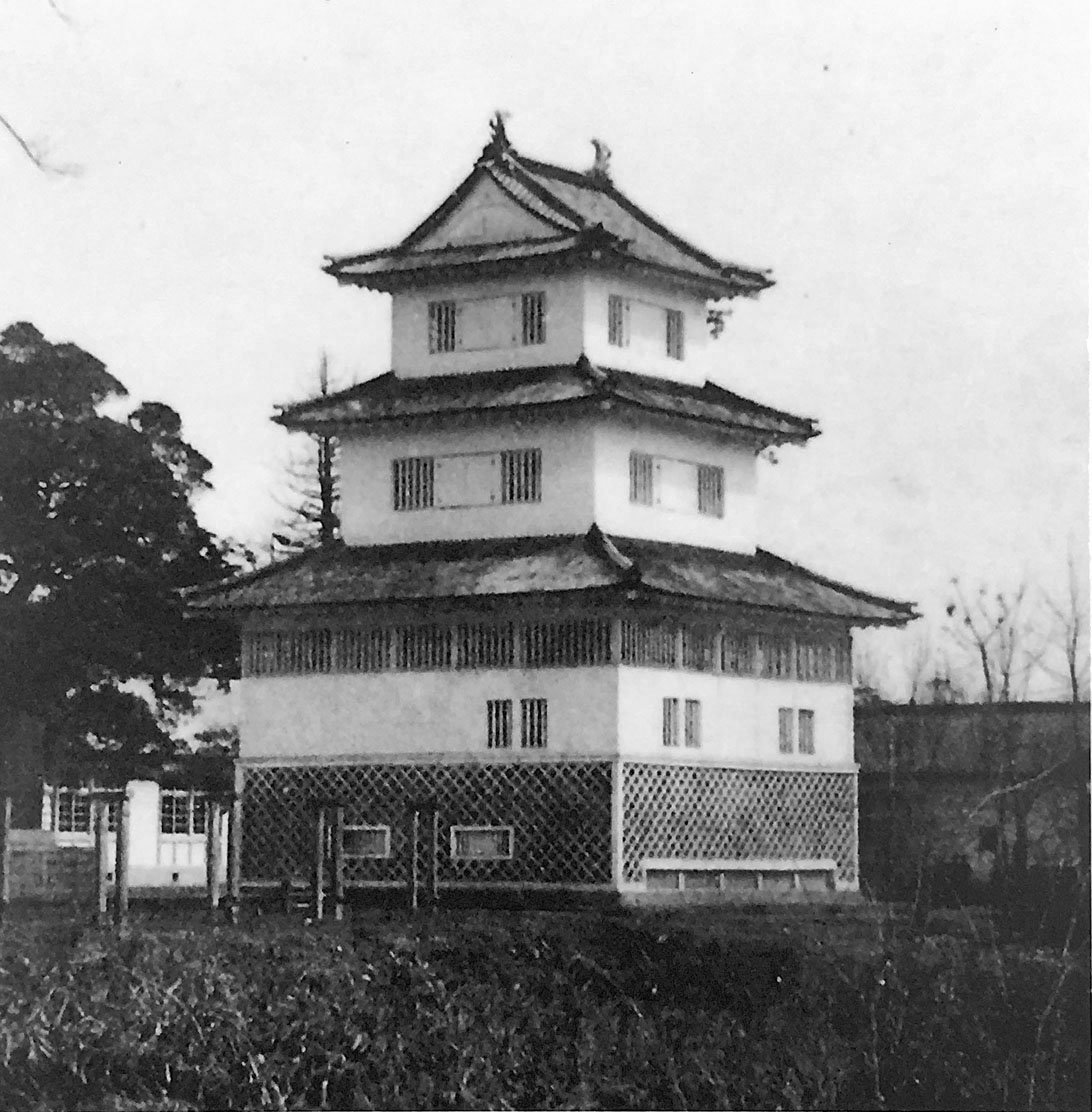
水戶藩藩廳水戶城

在安土桃山時代，統治常陸國的主要大名是佐竹氏，佐竹義宣在關原之戰支持西軍，戰後被德川家康懲罰，義宣移封到出羽國久保田。
轉封水戶藩的是德川家康五男武田信吉，一年後信吉在沒有子嗣的情況下突然病逝，家康安排他的十男賴將（後改名賴宣）入主水戶。1609年賴宣移封到駿府藩。由家康十一男賴房（當時未元服仍為鶴千代丸）成為藩主，並加增至28萬石。在元祿時代，進行檢地，石高增加到35萬石。
1636年賴房被德川家光賜姓為「德川」，正式成為水戶德川家。由於水戶德川家經常留守江戶屋敷作為定府大名之首，當時遂有不少人尊稱水戶藩主為幕府的「征夷副將軍」。
第二代藩主光圀喜好文學。編寫了大日本史，在水戶藩領內自成了水戶學學派，因此光圀對水戶藩影響亦不少。第三代藩主綱條因為藩內借貸問題嚴重進行藩政改革，不過因為重稅，人民要求將改革執行者松波勘十郎罷免，最後失敗告終。1716年，家繼急病逝世，綱條有機會成為將軍，不過幕府決定由紀州藩的吉宗繼任將軍。

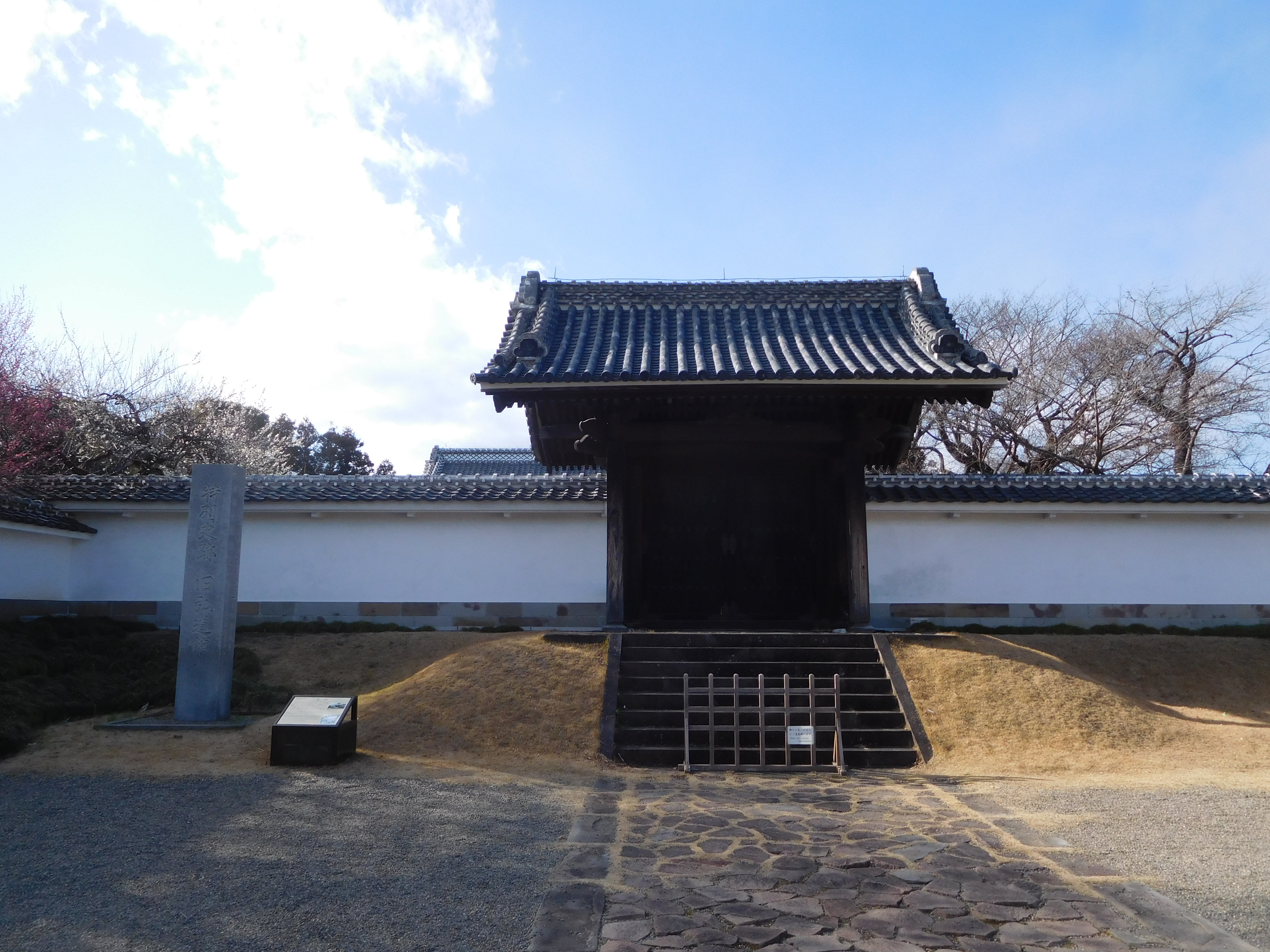
設在藩廳水戶城三之丸的藩校弘道館

1831年，藩主齊昭大力執行藩政改革，建設藩校弘道館，積極登用人才，特別是較年輕的一輩，包括戶田忠太夫、藤田東湖、安島帶刀等人物、對全領土進行檢地以及停止定府制（藩主留守江戶城）。
幕末時期，先後有櫻田門外之變及天狗黨之亂。櫻田門外之變是藩士在外門埋伏，暗殺井伊直弼的事件。天狗黨之亂是由水戶藩士藤田小四郎發起，他們在筑波山起兵，最後被幕府及水戶藩派兵圍剿，主要起兵將領的屍首在水戶城暴曬。
第十五代將軍慶喜（齊昭三男）是來自水戶藩。廢藩置縣後，成為了水戶縣，經過合併後，成為茨城縣的一部份。

## 藩校
弘道館是江戶時代末期最大的藩校，位於水戶城三丸之內。當時齊昭執行藩政改革而建設的藩校。1868年在會津戰爭中燒毀。1872年政府下令改建成公園。

## 歷代藩主

### 武田德川家
親藩 - 15萬石
1. 武田信吉（1602年-1603年）

### 紀州德川家
親藩 - 20万石→25万石
1. 德川賴宣（1603年-1609年）

### 水戶德川家
親藩 - 35万石
1. 德川賴房（1609年-1661年）
2. 德川光圀（1661年-1690年）
3. 德川綱條（1690年-1718年）
4. 德川宗堯（1718年-1730年）
5. 德川宗翰（1730年-1766年）
6. 德川治保（1766年-1805年）
7. 德川治紀（1805年-1816年）
8. 德川齊脩（1816年-1829年）
9. 德川齊昭（1829年-1844年）
10. 德川慶篤（1844年-1868年）
11. 德川昭武（1868年-1869年）

## 支藩
水戶藩總共有四個支藩。
- 高松藩：位於讚岐國，1642年立藩，初代藩主是賴房長男賴重。
- 守山藩：位於陸奧國，1661年立藩，初代藩主是賴房四男賴元。
- 常陸府中藩：位於常陸國，1661年立藩，初代藩主是賴房五男賴隆。
- 宍戶藩：位於常陸國，1682年立藩，初代藩主是賴房七男賴雄。

## 家老
- 山中家：松岡城2萬5千石。
- 山野邊氏：最上義光子孫。
- 松平氏：德川賴秀八男松平賴泰。
- 鈴木氏：雜賀氏。

## 外部連結
- （日語）水戶藩 （页面存档备份，存于）